# José Miguel Ruiz Cortés
José Miguel Ruiz Cortés (Abrera, Baix Llobregat; 6 de juny de 1983), conegut futbolísticament com a José Ruiz, és un exjugador professional de futbol sala d'origen català, internacional amb la selecció espanyola. Juga tradicionalment a la posició de tanca. Té una llarga trajectòria en molts clubs de la Lliga espanyola de futbol sala masculina com el FC Barcelona, el Futbol Sala Martorell i El Pozo Murcia on va jugar 4 temporades. El 2016 va anar a jugar a la Serie A italiana a l'equip Acqua & Sapone i posteriorment va tornar al Viña Albali Valdepeñas, de la lliga espanyola on es va retirar el 2021. El seu àlies esportiu es La Roca.

## Carrera
| Temporada | Equip                                        |
| --------- | -------------------------------------------- |
| 1995-2000 | Futbol Sala Martorell (categories inferiors) |
| 2000-02   | Finques Olesa                                |
| 2003-04   | FC Barcelona futbol sala                     |
| 2004-07   | Futbol Sala Martorell                        |
| 2007-10   | Gestesa Gualadajara                          |
| 2010-12   | Fisiomedia Manacor                           |
| 2012-16   | El Pozo Murcia                               |
| 2016-2018 | Acqua&Sapone                                 |
| 2018-2021 | Viña Albali Valdepeñas                       |

## Palmarès

### El Pozo Murcia
- Supercopa Espanya 2012 i 2014
- Copa del Rey 2016

### Selecció espanyola
- Bronze Europeu Belgica 2014
- Campió Europeu Serbia 2016[7]